# 이제르강 (벨기에)

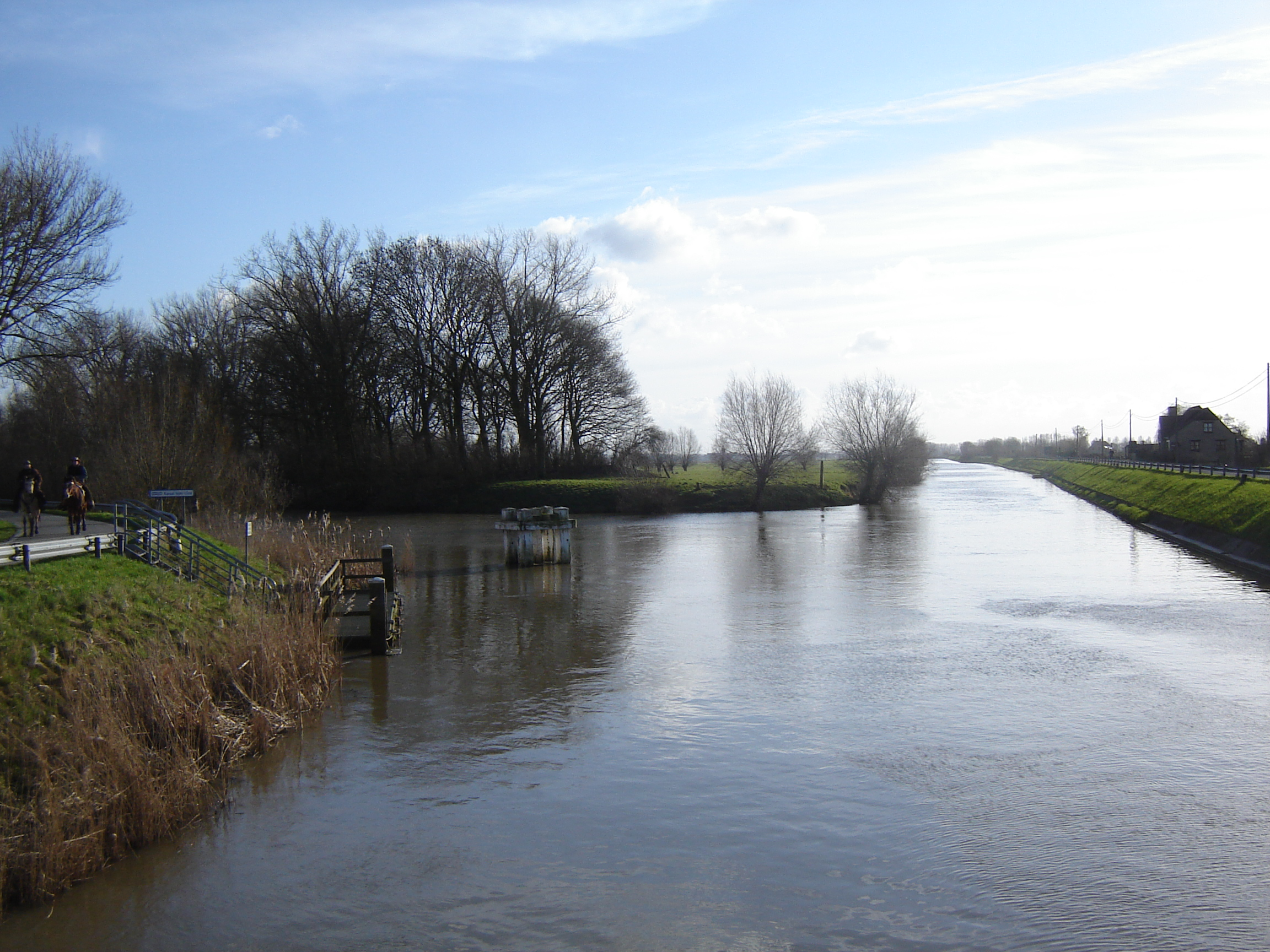
이제르강

이제르강(프랑스어: Yser, 네덜란드어: IJzer 에이저르[*])는 프랑스 북부에서 발원하여, 벨기에 서북부를 흘러 북해로 들어온다. 길이는 약 89 km이다.